# إيه تي آند تي
آي تي أند تي (بالإنجليزية: AT&T)‏؛ هي شركة أمريكية قابضة متعددة الجنسيات يقع مقرها الرئيسي في وسط مدينة دالاس في ولاية تكساس. هي رابع أكبر شركة اتصالات في العالم من ناحية العائد، وأكبر مزود للخدمات اللاسلكية في الولايات المتحدة. اعتبارًا من عام 2020 تحتل الشركة المركز التاسع في تصنيفات فورتشين 500 لأكبر الشركات الأمريكية بإيرادات بلغت 181 مليار دولار.
لمعظم القرن العشرين احتكرت الشركة خدمة الهاتف في الولايات المتحدة. بدايتها كانت باسم شركة American District Telegraph Company حيث تأسست في مدينة سانت لويس عام 1878. بعد توسيع نطاق الخدمات إلى أركنساس وكانساس وأوكلاهوما وتكساس من خلال سلسلة من عمليات الدمج سُميت Southwestern Bell Telephone Company في عام 1920، والتي كانت آنذاك شركة تابعة لشركة الهاتف والتلغراف الأمريكية. الأخيرة هذه كانت خليفة الأصل شركة بيل للهاتف التي أسسها ألكسندر غراهام بيل عام 1877. عام 1885 أسست شركة بيل للهاتف شركة الهاتف والتلغراف الأمريكية (AT&T) كشركة فرعية لها. عام 1899 أصبحت AT&T الشركة الأم بعد أن باعت شركة بيل للهاتف أصولها إلى شركتها الفرعية. غُيِّرَ اسم الشركة إلى AT&T Corp في عام 1994. أسفرت الدعوى القضائية لمكافحة الاحتكار التي أقامتها حكومة الولايات المتحدة ضد شركة AT&T عام 1982 عن تصفية الشركات المحلية العاملة التابعة لشركة AT&T  والتي جُمعت في سبع شركات تشغيل إقليمية، مما أدى إلى إنشاء سبع شركات مستقلة، including Southwestern Bell Corporation (SBC). بما في ذلك شركة Southwestern Bell Corporation. غيرت الأخيرة اسمها إلى SBC Communications Inc عام 1995. في عام 2005 اشترت SBC الشركة الأم السابقة AT&T Corp واستحوذت على علامتها التجارية وأطلقت على نفسها تسمية AT&T Inc واستخدمت تاريخها وشعارها الشهير ورمزها لتداول الأسهم.

## هيكلة الشركة
احتفظت شركة إيه تي آند تي المتحدة بالشركات القابضة التي كانت قد استحوذت عليها على مر السنين لتتشكل الهيكلة الحالية للشركة على النحو الآتي:
- شركة إيه تي آند تي المتحدة: الشركة العامة القابضة
  - إيه تي آند تي أركنساس، إيه تي آند تي كانساس، إيه تي آند تي ميزوري، إيه تي آند تي أوكلاهوما، إيه تي آند تي ساوثويست، إيه تي آند تي تكساس (ساوثويسترن بيل)
  - إيه تي آند تي تيليهولدينز المتحدة، إيه تي آند تي إيست، إيه تي آند تي ميدويست، إيه تي آند تي ويست (أميريتيك)
    - إيه تي آند تي إلينوي (إلينوي بيل)
    - إيه تي آند تي إنديانا (إنديانا بيل)
    - إيه تي آند تي ميشيغان (ميشيغان بيل)
    - إيه تي آند تي أوهايو (أوهايو بيل)
    - إيه تي آند تي ويسكونسن (ويسكونسن بيل)

  - إيه تي آند تي كاليفورنيا (باسيفك بيل)
    - إيه تي آند تي نيفادا (نيفادا بيل)

  - التليفون والتلغراف الأمريكي (اُستحوذ عليها عام 2005)
    - إيه تي آند تي ألاسكا (إيه تي آند تي آلاسكوم)

  - إيه تي آند تي ساوث (بيلساوث)
    - إيه تي آند تي ألاباما، إيه تي آند تي فلوريدا، إيه تي آند تي جورجيا، إيه تي آند تي لويزيانا، إيه تي آند تي كنتاكي، إيه تي آند تي مسيسيبي، إيه تي آند تي كارولاينا الشمالية، إيه تي آند تي كارولاينا الجنوبية، إيه تي آند تي ساوثإيست، إيه تي آند تي تينيسي (بيل ساوث للاتصالات السلكية واللاسكلية)

  - إيه تي آند تي للاتصالات
    - إيه تي آند تي موبيلتي
    - كريكت وايرليس
    - دايركتيفي
    - سنغيولر وايرليس
    - اليَّنفولت[27][28]

  - وارنر ميديا[29]
    - إتش بي أو
    - أوتر ميديا
    - نظام تيرنر للبث
    - وارنر برذرز

  - إيه تي آند تي أمريكا اللاتينية
    - إيه تي آند تي المكسيك[30]
    - فيرو

  - ساندر
    - آبنيكسوس[31][32]
    - إيه تي آند تي آدوركس

## تاريخ الأداء المالي
يتم إبلاغ حاملي الأسهم (المساهمون) عن الأداء المالي للشركة كل سنة وهو شأن من شؤون السجل العام. الوحدة المستخدمة هي بمليارات الدولارات الأمريكية (عدا في الموضع الذي يُشار إليه بعكس ذلك).
| السنة                  | 2001  | 2002  | 2003  | 2004  | 2005  | 2006  | 2007  | 2008  | 2009  | 2010  | 2011  | 2012  | 2013  | 2014  | 2015  | 2016  |
| ---------------------- | ----- | ----- | ----- | ----- | ----- | ----- | ----- | ----- | ----- | ----- | ----- | ----- | ----- | ----- | ----- | ----- |
| العائدات               | 45.38 | 42.82 | 40.50 | 40.79 | 43.86 | 63.06 | 118.9 | 124.0 | 122.5 | 124.8 | 126.7 | 127.4 | 128.8 | 132.4 | 146.8 | 163.8 |
| صافي الدخل             | 7.008 | 5.653 | 8.505 | 5.887 | 4.768 | 7.356 | 11.95 | 12.87 | 12.12 | 19.09 | 3.944 | 7.264 | 18.25 | 6.224 | 13.69 | 13.33 |
| الأصول                 | 96.42 | 95.17 | 102.0 | 110.3 | 145.6 | 270.6 | 275.6 | 265.2 | 268.3 | 268.5 | 270.3 | 272.3 | 277.8 | 292.8 | 402.7 | 403.8 |
| عدد الموظفين (بالآلاف) | 193.4 | 175.0 | 168.0 | 162.7 | 190.0 | 304.2 | 309.1 | 302.7 | 282.7 | 266.6 | 256.4 | 241.8 | 243.4 | 243.6 | 281.5 | 268.5 |

## الانتقادات والجدالات

### الرقابة
غيَّرت يه تي آند تي سياستها القانونية في شهر سبتمبر من عام 2007 لتعلن أنه "يجوز لشركة إيه تي آند تي إنهاء أو تعليق كل خدماتك أو جزء منها على الفور، إن أية هوية أو عنوان بريد إلكتروني أو عنوان آي بي أو محدد موقع معلومات عالمي أو اسم نطاق تستخدمه دون إشعار لأجل سلوك تعتقد إيه تي آند تي أنه... (ج) يميل إلى الإضرار باسم أو سمعة إيه تي آند تي أو شركاتها الأم أو الشركات المرتبطة بها أو الشركات التابعة لها." قامت إيه تي آند تي بحلول 10 أكتوبر عام 2007 بتعديل شروط وأحكام خدمة الإنترنت الخاصة بها لتدعم صراحةً حق حرية التعبير لمشتركيها، وجاء هذا بعد غضب الكثيرين الذين أدَّعوا أن الشركة أعطت نفسها الحق في فرض رقابة على إرسالات مشتركيها. ينص القسم رقم (5.1) من شروط الخدمة الجديدة الآن بأن «إيه تي آند تي تحترم حرية التعبير وتعتقد أنها أساس من أسس مجتمعنا الحر للتعبير عن وجهات النظر المختلفة. لن تقوم إيه تي آند تي بإنهاء أو فصل أو تعليق الخدمة بسبب وجهات النظر التي تعبّر عنها أنت أو نعبّر عنها نحن حول مسائل السياسة العامة أو القضايا السياسية أو الحملات السياسية».

### جدال الخصوصية
الشركة ساعدت وكالة الأمن القومي الأميركية في التلصص على كم هائل من حركة الإنترنت.
وقالت صحيفة نيويورك تايمز إن قدرة وكالة الأمن القومي على التجسس على حركة الإنترنت التي تمر عبر الولايات المتحدة ظلت تعتمد على «شراكة استثنائية ولسنوات عديدة» مع شركة «أيه تي آند تي».

## وصلات خارجية
- الموقع الرسمي
- قصة أي تي اند تي ومخترع الهاتف
- قصة SBC وشركة At&t الآن